# Martin Niemöller

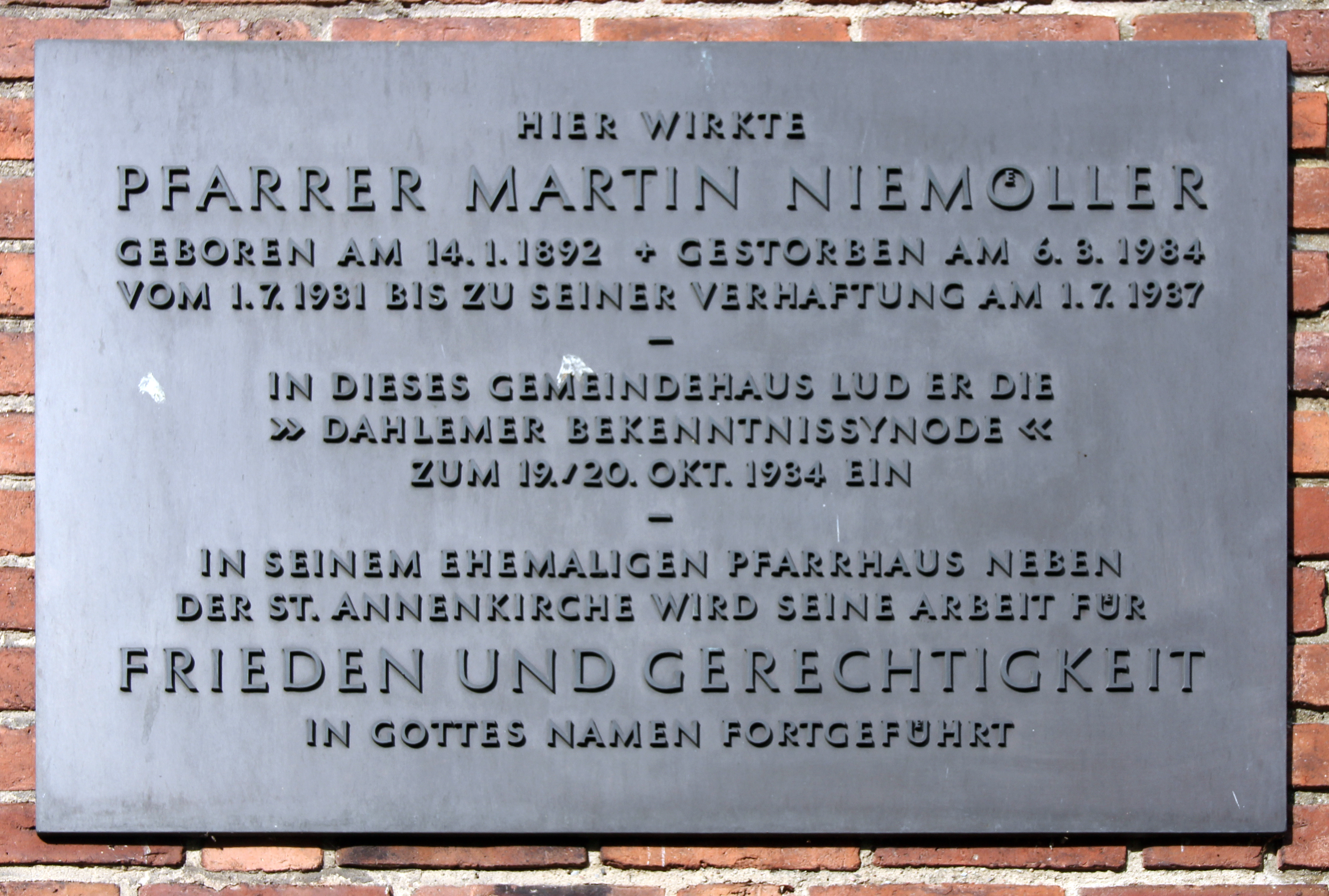
Pamětní plaketa v Berlíně.

Martin Niemöller (14. ledna 1892, Lippstadt – 6. března 1984, Wiesbaden) byl německý teolog, luterský pastor, zakladatel a vůdce Vyznávající církve a jeden z nejvýraznějších protestantských odpůrců nacismu.

## Život
Martin Niemöller byl syn luterského faráře Heinricha Niemöllera a jeho ženy Pauly, rozené Müller. V letech 1910–1919 sloužil u císařského námořnictva, za první světové války byl kapitán ponorky. Po válce byl krátký čas členem Freikorps. V roce 1919 se oženil s Elsou (rozená Bremer) a začal studovat teologii v Münsteru (1919–1923). V roce 1931 se stal farářem evangelického kostela sv. Anny v Dahlemu.
Jako umírněný nacionalista nejdříve podporoval Hitlera a vítal jeho příchod k moci. Výmarskou republiku odmítal, mluvil o ní jako o létech temnoty. Ve své autobiografii z roku 1933 Vom U-Boot zur Kanzel, která získala oficiální podporu nacistů a stala se v Německu bestsellerem, vyjádřil tuto myšlenku i naději, že Hitler přinese Německu oživení a národní hrdost. Postupem času však začal Hitlera i nacismus vnímat jinak a začal se vzpírat myšlenkám, které šířil.
Protože nacismus postupně ovládal řídící struktury protestantských církví, založil na podzim 1934 Vyznávající církev, která v sobě postupně sdružila většinu protinacisticky smýšlejících protestantů, odmítajících antikřesťanské a rasistické doktríny nacismu. Představitelé této církve postupně stupňovali svůj odpor, což vedlo k tomu, že 30. června 1937 byl Niemöller jakožto nejvýraznější z nich zatčen. Postupně byl vězněn v několika vězeních a koncentračních táborech, dočkal se však konce války.
Byl dlouholetým členem Ekumenické rady církví (1948–1975), v letech 1961–1968 dokonce jejím prezidentem.

## Citát
Známý je jeho citát, kterým stručně popsal jeden z hlavních důvodů snadného úspěchu nacistů v Německu. Uchovaly se mnohé jeho verze zmiňující navíc např. Židy nebo katolíky (originální podoba z roku 1946 nebyla nikde zapsána a Niemöller jej zmínil patrně v různých podobách. Zde je poslední podoba výroku podle Niemöllera z roku 1976:
| „ | Když přišli nacisté pro komunisty, mlčel jsem – nebyl jsem přece komunista. Když zavírali sociální demokraty, mlčel jsem – nebyl jsem přece sociální demokrat. Když přišli pro odboráře, mlčel jsem – nebyl jsem přece odborář. Když přišli pro mě, nebyl už nikdo, kdo by se mohl ozvat. | “ |

| „ | Als die Nazis die Kommunisten holten, habe ich geschwiegen, ich war ja kein Kommunist. Als sie die Sozialdemokraten einsperrten, habe ich geschwiegen, ich war ja kein Sozialdemokrat. Als sie die Gewerkschafter holten, habe ich geschwiegen, ich war ja kein Gewerkschafter. Als sie mich holten, gab es keinen mehr, der protestieren konnte. | “ |